# Cohors I Cannanefatium
La Cohors I Cannenefatium fue una unidad auxilia de infantería del ejército del Imperio Romano del tipo cohors quinquagenaria peditata, cuya existencia está atestiguada desde principios del  siglo II hasta finales de ese mismo siglo.

## Reclutamiento
La cohorte fue reclutada por orden del emperador Trajano de entre el pueblo germano de los cananefates de la provincia Germania Inferior en 105-106 para reforzar las tropas de la provincia Dacia, recién incorporada al Imperio después de la victoria de este emperador en la segunda guerra Dacia. Los cananefates ya habían proporcionado al ejército romano otra unidad auxiliar, el Ala I Cannanefatium civium Romanorum, reclutada bajo Claudio; la decisión de reclutar esta segunda unidad debió ser iniciativa del propio Trajano, quien había sido gobernador de la Germania Inferior antes de ser designado emperador por Nerva y que había permanecido en la provincia estabilizándola después de sus ascenso efectivo al trono, por lo que conocía de primera mano la disponibilidad de hombres de la provincia y tenía en consideración el valor militar de este pueblo de la desembocadura del Rin.

## ElsigloII

El territorio romano en el bajo Danubio y los Cárpatos, incluyendo las tres dacias.

La unidad fue asignada bajo Adriano a la provincia procuratoria Dacia Poroliense, resultante de dividir la Dacia trajanea en tres provincias. Fue asignada a la base de Tihau (Rumanía), donde se atestigua un castellum auxiliar y en el que aparecen materiales de construcción sellados con la figlina de esta cohorte. Así, la unidad está atestiguada en una serie de diplomata militaris de diferentes fechas emitidos en nombre del emperador de cada momento por el gobernador provincial, un procurador ecuestre, ya que la provincia Dacia Poriolensis sólo tenía como guarnición unidades auxiliares y no legiones; los diplomas son los siguientes:
- Del año 130-131 bajo Adriano.[3]
- 27 de septiembre entre 140 y 144, bajo Antonino Pío.[4]
- 24 de septiembre de 151, bajo Antonino Pío.[5]
- varios ejemplares de 21 de julio de 164, bajo Marco Aurelio y Lucio Vero.[6]
- De fecha y emperador desconocido.[7]

La unidad participó en las campañas emprendidas por Marco Aurelio para combatir y rechazar a cuados, marcomanos y sármatas, defendiendo la provincia y, en general, las tres Dacias, especialmente frente a los sármatas, aunque entre los combates y el efecto de la peste antonina, la unidad no logró sobrevivir a estas operaciones, desapareciendo tras poco más de 60 años de existencia.